# Powiat babimojski

Herb Babimostu

Herb Kargowej

Powiat babimojski – dawny polski powiat istniejący w latach 1919–1920 i 1945–1950 na obszarze obecnych województw lubuskiego i wielkopolskiego.

## Historia
Powiat babimojski utworzono na mocy traktatu wersalskiego z 28 czerwca 1919. Teren, na którym powstał od 1818 r. należał do niemieckiego powiatu Bomst. Po ustaleniach traktatu wersalskiego podzielono go następująco:
- 714 km² z Wolsztynem przyłączono do odrodzonej Polski; nazwa powiat babimojski utrzymała się do 12 grudnia 1920, gdy jednostka została przekształcona w powiat wolsztyński z siedzibą w Wolsztynie[1]
- 286 km² z Babimostem (niem. Bomst) pozostało w granicach Niemiec zachowując miano Kreis Bomst i było zarządzane przez władze powiatu Züllichau-Schwiebus, należącego do rejencji frankfurckiej i prowincji Brandenburgia.

Obszar niemieckiego, zniesionego w 1938 r., powiatu Bomst (określanego jako dawny szczątkowy powiat babimojski lub Restkreis Bomst) przypadł w 1945 r. Polsce jako część Ziem Odzyskanych. Z części włączonej w 1938 r. do powiatu cylichowsko-świebodzińskiego utworzono polski powiat babimojski (południowe części pozostały w powiecie zielonogórskim), który włączono do województwa poznańskiego. Powiat babimojski nie został więc połączony z historycznie spójnym powiatem wolsztyńskim, przez co w latach 1945–1950 na obszarze województwa poznańskiego istniały dwa niezależne powiaty (wolsztyński i babimojski) podtrzymujące zarys granicy państwowej z czasów II Rzeczpospolitej. Powiat babimojski nie był jednak samodzielnym powiatem. Był traktowany jako obwód (obwód babimojski), podlegając staroście oraz wydziałowi powiatowemu w Wolsztynie (starosta w tym okresie występował jako starosta powiatu babimojskiego i wolsztyńskiego).
6 lipca 1950 powiat babimojski wszedł w skład nowego województwa zielonogórskiego. 1 stycznia 1951 do powiatu babimojskiego włączono:
- miasto Sulechów oraz gminy Cigacice, Krężoły i Trzebiechów z powiatu świebodzińskiego
- gminy Bojadła i Kolsko z powiatu zielonogórskiego

Równocześnie ustalono siedzibę powiatowej rady narodowej w Sulechowie, a nazwę powiatu zmieniono na powiat sulechowski. Był to jednocześnie koniec powiatu babimojskiego. Nowy powiat sulechowski istniał do reformy administracyjnej w 1975 r. Ani powiatu sulechowskiego, ani babimojskiego nie reaktywowano w związku z reformą administracyjną w 1999 r.